# Muda (termo japonês)
Muda (無駄, leitura on'yomi) é um termo japonês que significa "futilidade", "inutilidade", "desperdício", e é um conceito-chave na filosofia Lean, sendo um dos três conceitos mais importantes do Sistema Toyota de Produção (os outros dois são mura e muri), já que a redução de resíduos é uma maneira eficaz de aumentar a rentabilidade e de aumentar o fluxo de valor para o cliente.
Do ponto de vista de um cliente final, o trabalho de valor agregado é qualquer atividade que produz mercadorias ou fornece um serviço pelo qual um cliente está disposto a pagar; muda é qualquer restrição ou impedimento que causa desperdícios.

## Tipos de Muda
Quando do Sistema Toyota de Produção, Taiichi Ohno entendeu haver sete tipos de muda, que deveriam ser atacados a fim de se ganhar uma vantagem competitiva. Estes foram posteriormente complementados por outros ou adaptados para outras áreas de trabalho. A subdivisão tradicional é:
- Transporte/Movimentos de materiais
- Estoques
- Movimentos Excessivos
- Tempos de espera
- Pós-processamento (Sobreprocessamento)
- Superprodução
- Correções e Erros (Defeitos)